# Hermann Kesten

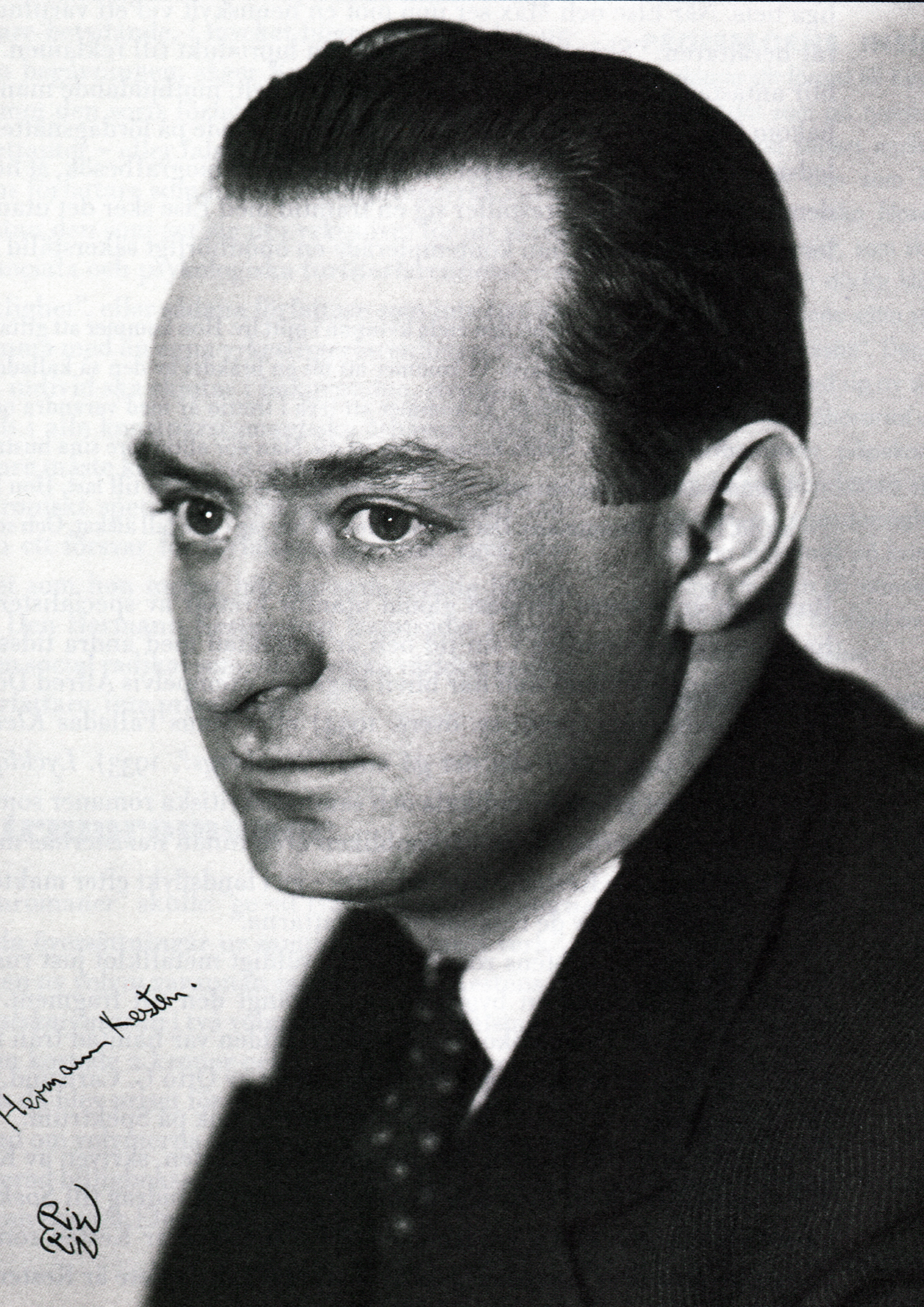
Hermann Kesten. Foto um 1935.

Hermann Kesten (* 28. Januar 1900 in Podwołoczyska, Königreich Galizien, Österreich-Ungarn; † 3. Mai 1996 in Basel, Schweiz) war als Schriftsteller einer der Hauptvertreter der literarischen „Neuen Sachlichkeit“ während der 1920er Jahre in Deutschland.
Kesten ging als leidenschaftlicher Förderer schriftstellerischer Talente („Freund der Dichter“) in die Literaturgeschichte ein. Wegen seines Judentums und seiner politischen Gesinnung floh er 1933 nach Frankreich und 1940 in die Vereinigten Staaten. Dort trat er als Retter und Unterstützer zahlreicher vom NS-Regime verfolgter Künstler in Erscheinung. In der Nachkriegszeit regte Kesten als streitbarer, engagierter PEN-Präsident heftige Debatten an und nahm regen Anteil am literarischen Leben der Bundesrepublik.

## Leben

### Herkunft und Ausbildung
Hermann Kesten war der Sohn eines jüdischen Kaufmanns und wuchs in Nürnberg auf. Sein Vater war aus dem Osten eingewandert und starb 1918 im Kriegslazarett in Lublin (Polen). 1919 legte Kesten sein Abitur am Humanistischen Königlich Alten Gymnasium in Nürnberg ab und studierte dann in den Jahren 1919 bis 1923 Jura und Nationalökonomie, ferner Geschichte, Germanistik und Philosophie in Erlangen und Frankfurt am Main; ein Promotionsvorhaben über Heinrich Mann blieb unvollendet.
1923 brach er das Studium ab. 1923 bis 1926 arbeitete er im Trödelhandel seiner Mutter mit. Im Jahr 1926 publizierte er die Novelle Vergebliche Flucht in der Frankfurter Zeitung. Später reiste er durch Europa und Nordafrika.

### Schriftsteller und Lektor in Berlin
1927 zog Kesten nach Berlin, wo er zunächst als Autor, dann als Lektor gemeinsam mit Fritz H. Landshoff und Walter Landauer im Gustav Kiepenheuer Verlag arbeitete. 1928 erschien sein Debütroman Josef sucht die Freiheit bei Kiepenheuer, der erste Teil einer Tetralogie, die unter dem Titel Das Ende eines großen Mannes projektiert war und die Kesten bis 1932 mit drei weiteren Romanen fertigstellte – Ein ausschweifender Mensch (Das Leben eines Tölpels), 1928; Glückliche Menschen, 1931; Der Scharlatan, 1932.

„Hermann Kesten aber hat nicht nur Witz und Kraft, sondern etwas sehr Seltenes und Wertvolles – Humor. Er versöhnt auch dort, wo er den Mantel, die Hülle zurückschlägt, wo er das Böse aufzeigt. Er enthüllt den Menschen und seine Triebe und läßt uns dort, wo wir weinen möchten, noch lachen. […] In einem Satz: Hermann Kestens Werk gehört zu den Wertvollsten der neuen Literatur.“

Bei der Verleihung des Kleist-Preises 1928 wurde Josef sucht die Freiheit ehrenvoll erwähnt; der Kesten wiederholt zugerechnete Preis des Jahres 1928 ging jedoch an Anna Seghers.
Bis 1933 entstanden neben den Romanen vor allem Erzählungen, einige dramatische Arbeiten (teilweise in Zusammenarbeit mit Ernst Toller) und zahlreiche journalistische Texte in wichtigen politischen wie kulturellen Publikationsorganen der Weimarer Republik (Frankfurter Zeitung, Berliner Tageblatt, Die literarische Welt, Die Weltbühne). Durch seine Autoren- und Lektorentätigkeit machte Kesten die Bekanntschaft vieler namhafter Schriftsteller: Bertolt Brecht, Erich Kästner, Joseph Roth, Anna Seghers, Heinrich, Thomas und Klaus Mann. Einige von ihnen wusste er in „seinem“ Verlag unterzubringen.
Als Herausgeber mehrerer Anthologien und Verfasser zeittypischer Romane gilt Kesten bis heute als prominenter Vertreter der Neuen Sachlichkeit – poetologisch wird diese Kategorisierung den Texten Kestens jedoch nur stellenweise gerecht.

### Flucht und Exil

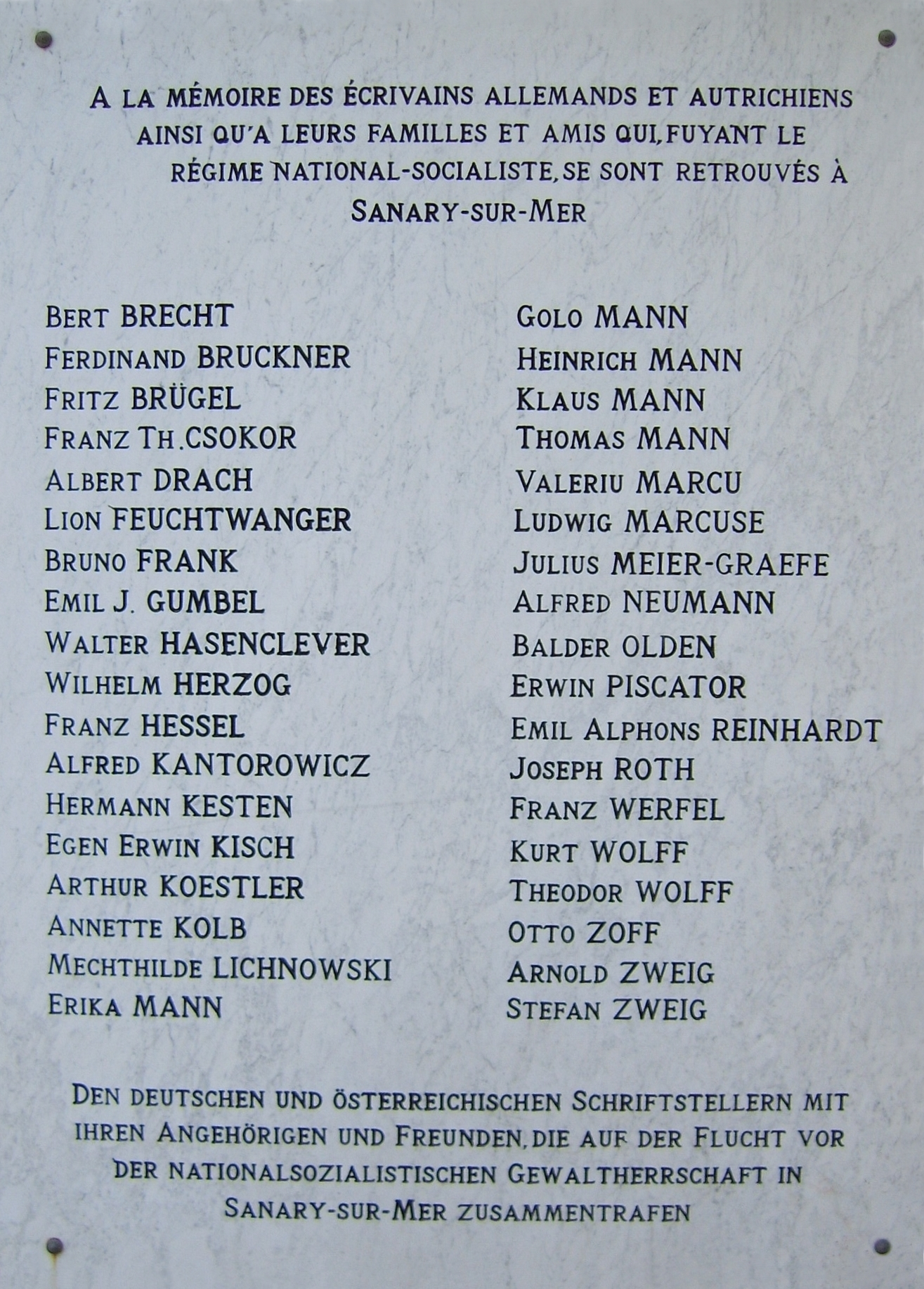
Gedenktafel für die deutschen und österreichischen Flüchtlinge in Sanary, unter ihnen Hermann Kesten

1933 floh er nach Frankreich; in der folgenden Zeit wohnte er in Paris und hielt sich im Exilzentrum Sanary-sur-Mer bei Toulon, in London, Brüssel, Oostende und Amsterdam auf. Dort leitete er – wiederum gemeinsam mit Walter Landauer – die deutsche Abteilung des Verlags Allert de Lange und publizierte in Konkurrenz aber auch in Kooperation mit dem zweiten großen niederländischen Exilverlag, dem Querido Verlag (dort war Fritz H. Landshoff mittlerweile Verlagsleiter), Werke deutscher Emigranten. 1934 lebte er für kurze Zeit in Hausgemeinschaft in Nizza mit Joseph Roth und Heinrich Mann. Nach Der Gerechte (1934) erschienen in den ersten Jahren des Exils die historischen Romane Ferdinand und Isabella (1936) und König Philipp der Zweite (1938) sowie Die Kinder von Gernika (1939).
Nach kurzen Internierungen 1939 in den französischen Lagern Colombes und Nièvres als „feindlicher Ausländer“ floh Kesten 1940 mit einem Besuchervisum in die USA. Dort lebte er vornehmlich in New York. Von 1940 bis 1942 engagierte er sich als „honorary advisor“ im Emergency Rescue Committee für die Rettung vor allem deutschsprachiger Autoren und Kulturschaffender vor der Verfolgung durch das NS-Regime. Stefan Zweig nannte ihn den „Schutzvater […] aller über die Welt Versprengten“.

### Nachkriegszeit
1949 nahm Kesten die amerikanische Staatsangehörigkeit an. Im selben Jahr nahm er am internationalen P.E.N.-Kongress in Venedig teil und unternahm eine Europareise, in deren Verlauf es zu einem Wiedersehen mit Deutschland, Nürnberg und alten Freunden kam. Daneben führten ihn zahlreiche längere Aufenthalte in die Schweiz und nach New York.
1953 zog er nach Rom, wo bis 1977 sein Hauptwohnsitz bleiben sollte. 1972 bis 1976 wirkte Kesten als Präsident des P.E.N.-Zentrums der Bundesrepublik Deutschland. Als seine Ehefrau Toni Kesten 1977 starb, siedelte Kesten nach Basel über und verbrachte dort die letzten Jahre seines Lebens im jüdischen Altersheim „La Charmille“ (in Riehen bei Basel).
1985 stiftete das P.E.N.-Zentrum der Bundesrepublik Deutschland zum 85. Geburtstag seines Ehrenpräsidenten die Hermann-Kesten-Medaille (seit 2008 unter dem Titel Hermann-Kesten-Preis) für besondere Verdienste um verfolgte Autoren im Sinne der Charta des Internationalen P.E.N. Zu den bisherigen Preisträgern gehören u. a. Johannes Mario Simmel (1993), Günter Grass (1995), Harold Pinter (2001) und Anna Politkowskaja (2003).
1995 stiftete Kesten das Preisgeld für die erste Verleihung des Internationalen Nürnberger Menschenrechtspreises.

## Auszeichnungen
- 1950 Mitglied der Akademie der Wissenschaften und der Literatur in Mainz
- 1952 Korrespondierendes Mitglied der Deutschen Akademie für Sprache und Dichtung in Darmstadt
- 1954 Preis der Stadt Nürnberg
- 1974 Georg-Büchner-Preis
- 1977 Nelly-Sachs-Kulturpreis der Stadt Dortmund
- 1978 Ehrendoktor der Universität Erlangen-Nürnberg
- 1980 Ehrenbürger der Stadt Nürnberg
- 1982  Ehrendoktor der Freien Universität Berlin (gemeinsam mit Fritz H. Landshoff)

Das Bundesverdienstkreuz lehnte er ab.

## Werke

### Romane
- Josef sucht die Freiheit. Gustav Kiepenheuer Verlag, Potsdam 1928.[7]
- Ein ausschweifender Mensch. Das Leben eines Tölpels. 1929.
- Glückliche Menschen. 1931.
- Der Scharlatan. 1932.
- Der Gerechte. 1934.
- Sieg der Dämonen. Ferdinand und Isabella. 1936; erneut: 2006, ISBN 3-85535-978-4.
- Ich, der König. König Philipp II. von Spanien. 1938; erneut: Ullstein, Frankfurt am Main 1982, ISBN 3-548-37112-4.
- Die Kinder von Gernika. 1939; erneut: Ullstein, Frankfurt am Main 1981, ISBN 3-548-37103-5.
- Die Zwillinge von Nürnberg. 1947; erneut: 2004, ISBN 3-921590-00-0.
- Die fremden Götter. 1949; erneut: Nimbus 2018, ISBN 978-3-03850-045-2.
- Ein Sohn des Glücks. 1955.
- Die Abenteuer eines Moralisten. 1961; erneut: 2007, ISBN 3-85535-363-8.
- Die Zeit der Narren. 1966.
- Ein Mann von sechzig Jahren. 1972, ISBN 3-423-01057-6.

### Novellensammlungen
- Vergebliche Flucht und andere Novellen. 1949.
- Die 30 Erzählungen von Hermann Kesten. 1962.
- Dialog der Liebe. 1981.
- Der Freund im Schrank. 1983.

### Biografien, Essays
- Copernicus und seine Welt. 1948. Taschenbuch: dtv 1973, ISBN 3-423-00879-2.
- Casanova. 1952.
- Meine Freunde die Poeten. 1953, erneut: 2006, ISBN 3-85535-977-6.
- Der Geist der Unruhe. 1959.
- Dichter im Café. 1959; erneut: 2014, ISBN 978-3-86913-429-1.
- Filialen des Parnaß. 1961.
- Lauter Literaten. 1963.
- Die Lust am Leben. Boccaccio, Aretino, Casanova. 1968.
- Ein Optimist. 1970.
- Hymne für Holland. 1970.
- Revolutionäre mit Geduld. 1973.

### Bühnentexte
- Bourgeois bleibt Bourgeois. 1928 (Chansons).[8]
- Maud liebt beide. 1928.
- Admet. 1928.
- Babel oder Der Weg zur Macht. 1929.
- Wohnungsnot oder Die Heilige Familie. 1930.
- Einer sagt die Wahrheit. 1930.
- Wunder in Amerika. (zus. mit Ernst Toller) 1931.

### Gedichte
- Ich bin, der ich bin. Verse eines Zeitgenossen. 1974.
- Ein Jahr in New York
- Tom Riebe [Hrsg.]: Hermann Kesten. [Versensporn – Heft für lyrische Reize; Nr. 34]. Edition POESIE SCHMECKT GUT, Jena 2018. 100 Exemplare.

### Essays
- Fünf Jahre nach unserer Abreise. In: Das neue Tagebuch. Paris 1938[9]
- Wir Nürnberger. Erste Nürnberger Rede. 1961.
- Zwanzig Jahre danach. Zweite Nürnberger Rede. 1965.

### Herausgaben
- 24 neue deutsche Erzähler. 1929.
- Neue französische Erzähler. zus. m. Félix Bertaux. 1930.
- Novellen deutscher Dichter der Gegenwart. 1933.
- Heinrich Heine. Meisterwerke in Vers und Prosa. 1939.
- Heart of Europe. zus. mit Klaus Mann. 1943.
- Die blaue Blume. Die schönsten romantischen Erzählungen der Weltliteratur. 1955.
- Joseph Roth. Werke. 1956.
- René Schickele. Werke. 1959.
- Gotthold Ephraim Lessing. Werke. 1962.
- Ich lebe nicht in der Bundesrepublik. 1964.

### Übersetzungen
- Julien Green: Leviathan. 1930
- Henri Michaux: Meine Güter. 1930
- Emmanuel Bove: Geschichte eines Verrückten. 1930
- Jules Romains: Der Kapitalist. 1931
- Jean Giraudoux: Die Abenteuer des Jérome Bardini. 1932
- John Gunther: So sehe ich Asien. 1940

### Briefe von und an Hermann Kesten
- Deutsche Literatur im Exil. Briefe europäischer Autoren 1933–1949. 1964
- Franz Schoenberner, Hermann Kesten: Briefwechsel im Exil 1933–1945. 2008

## Nachlass
Der schriftliche Nachlass von Hermann Kesten liegt im Literaturarchiv der Monacensia im Hildebrandhaus. Ein weiterer Nachlassteil liegt im Leo Baeck Institut in New York.

### Monographien und Sammelbände
- Viviane Besson: La tradition de l’ironie littéraire – Son rôle de critique politique et sociale chez un écrivain de l’exil. Hermann Kesten. 2 Bde. Bordeaux, Univ. III, UFR d’études germaniques et scandinaves, TER, 1989.
- Dichter – Literat – Emigrant. Über Hermann Kesten. Hg. Walter Fahnders, Hendrik Weber. Aisthesis, Bielefeld 2005, ISBN 3-89528-401-7
- Andreas Winkler: Hermann Kesten im Exil (1933–1940). Sein politisches und künstlerisches Selbstverständnis und seine Tätigkeit als Lektor in der deutschen Abteilung des Albert de Lange Verlages. Mit einem Anhang unveröffentlichter Verlagskorrespondenz von und an Hermann Kesten. Lüdke, Hamburg 1977.
- Franz Schoenberner, Hermann Kesten: Briefwechsel im Exil 1933–1945 (= Die Mainzer Reihe, N.F. Band 6). Hg. Frank Berninger. Wallstein, Göttingen 2008, ISBN 978-3-8353-0252-5
- Albert M. Debrunner: Zu Hause im 20. Jahrhundert. Hermann Kesten. Biografie. Nimbus, Kunst und Bücher, Wädenswil 2017, ISBN 978-3-03850-032-2

### Universitäre Arbeiten (nicht selbständig erschienen)
- Anja Herrmann: Hermann Kesten als Journalist. Universität Erlangen-Nürnberg, Magisterarbeit, 1994
- Christine Ilmer: Das Menschenbild Hermann Kestens am Beispiel seines Frühwerks. FU Berlin, Staatsexamensarbeit, 1985
- Brigitte D. C. Keudel: Das pazifistische Gedankengut im Werk von Hermann Kesten. Los Angeles, University of Southern California, Diss., 1978
- Barbara Kürzer: Der Moralist Hermann Kesten. Universität Erlangen-Nürnberg, Magisterarbeit, 1994
- Hendrik Weber: Zeitdiagnostik in Hermann Kestens Roman „Der Scharlatan“. Universität Osnabrück, Staatsexamensarbeit 2001

### Aufsätze
- Hans Altenhein: „Vierundzwanzig deutsche Erzähler“. Kestens Anthologie von 1929. In: Aus dem Antiquariat. Frankfurt am Main 1998, Nr. 5: S. a341–a347.
- Robert F. Bell: Of terror, guilt and legacy. Hermann Kesten’s family novel „Die Kinder von Gernika“. In: German and international perspectives on the Spanish Civil War. The aesthetics of partisanship. Hg. Luís Costa. Camden House, Columbia/SC 1992. S. 79–95.
- Gerhard Brack. „Im Echo der Kritik“. In: ‚Ich hatte Glück mit Menschen.’ Zum 100. Geburtstag des Dichters Hermann Kesten. Texte von ihm und über ihn. Hg. Wolfgang Buhl, Ulf von Dewitz. Stadtbibliothek Nürnberg 2000, S. 107–122.
- Stephan Braese (Hrsg.):  ‚...nicht uns zugehörig’ – Hermann Kesten und die Gruppe 47. In: Bestandsaufnahme. Studien zur Gruppe 47. Erich Schmidt, Berlin 1999, ISBN 3-503-04936-3, S. 175–207
- Klaus Hübner: Bomben und Zischlaute. Ein Roman von Hermann Kesten. Zwischenwelt, Zs. der Theodor Kramer Gesellschaft, 35, 3, Wien November 2018, ISSN 1606-4321 S. 13f. (über Kinder von Gernika)
- Helga Karrenbrock: Wechselseitige Spiegelungen: Kesten und Kästner. In: Dichter – Literat – Emigrant. Über Hermann Kesten. Hrsg. Walter Fahnders, Hendrik Weber. Aisthesis, Bielefeld 2005, S. 69–85.
- Friedhelm Kröll: Der Literator. In: ‚Ich hatte Glück mit Menschen.’ Zum 100. Geburtstag des Dichters Hermann Kesten. Texte von ihm und über ihn. Hg. Wolfgang Buhl, Ulf von Dewitz. Stadtbibliothek Nürnberg 2000, S. 80–85
- Silke Schlawin: Die Anthologie „Heart of Europe“. Ein Exilprojekt von Hermann Kesten und Klaus Mann für den L. B. Fischer Verlag (New York). In: Archiv für Geschichte des Buchwesens, 54 (2001): S. 1–108.
- Jan T. Schlosser: Gedanken zur Erzählprosa Hermann Kestens. In: Nordlit. Arbeidstidsskrift i litteratur og kultur. (Tromsø) (2006) Nr. 19 (Frühjahr): S. 65–74.
- Cornelius Schnauber: Hermann Kesten. Zuerst der Mensch, dann die Gesellschaft. In: Zeitkritische Romane des 20. Jahrhunderts. Die Gesellschaft in der Kritik der deutschen Literatur. Hg. Hans Wagener. Reclam Stuttgart 1975. S. 146–166.
- Frank Schulze: Hermann Kesten: „Die Kinder von Gernika“ (1939). In: Erinnern und Erzählen. Der Spanische Bürgerkrieg in der deutschen und spanischen Literatur und in den Bildmedien. Hg. Bettina Bannasch, Christiane Holm. Narr, Tübingen 2005, S. 253–264.
- Walter Seifert: Exil als politischer Akt. Der Romancier Hermann Kesten. In: Die deutsche Exilliteratur 1933–1945. Hg. Manfred Durzak. Reclam, Stuttgart 1973. S. 464–472.
- Hans Wagener: Mit Vernunft und Humanität. Hermann Kestens sachliche Denkspiele in seinen ‚Josef’-Romanen. In: Neue Sachlichkeit im Roman. Neue Interpretationen zum Roman der Weimarer Republik. Hg. Sabina Becker, Christoph Weiss. Metzler, Stuttgart u. a. 1995. S. 49–68.
- Volker Weidermann: Das Buch der verbrannten Bücher. Kiepenheuer & Witsch, Köln 2008, ISBN 978-3-462-03962-7. S. 129f.